# Edmond Paulin
Pour les articles homonymes, voir Paulin.
Edmond Jean-Baptiste Paulin est un architecte français né à Paris le 10 septembre 1848 et mort dans la même ville le 27 novembre 1915.

## Biographie
Entré à l'École des beaux-arts de Paris en 1866, Edmond Paulin fréquente les ateliers de Louis-Hippolyte Lebas et de Léon Ginain. Il rentre huit fois de suite en loge pour tenter le prix de Rome. Il parvient à être second grand prix en 1874 et finalement premier grand prix de Rome en 1875 pour un projet de palais de justice pour Paris. Il est pensionnaire à la villa Médicis de 1876 et 1879. À cette occasion, il achève la restauration des thermes de Dioclétien initiée par Emmanuel Brune. Ce projet, publié en 1890, marque un certain nombre de projets contemporains.
De retour en France, il est nommé architecte du gouvernement chargé du ministère de l'Intérieur, du ministère des Travaux publics et du dôme des Invalides. Il est par ailleurs architecte de la Ville de Paris. Il succède à Julien Guadet à la tête d'un atelier officiel à l'École des beaux-arts en 1895. Il est élu en 1912 à l'Académie des beaux-arts au fauteuil no 2 de la section architecture, succédant à Honoré Daumet.
Il est inhumé au cimetière du Père-Lachaise (63e division) à Paris.

## Réalisations

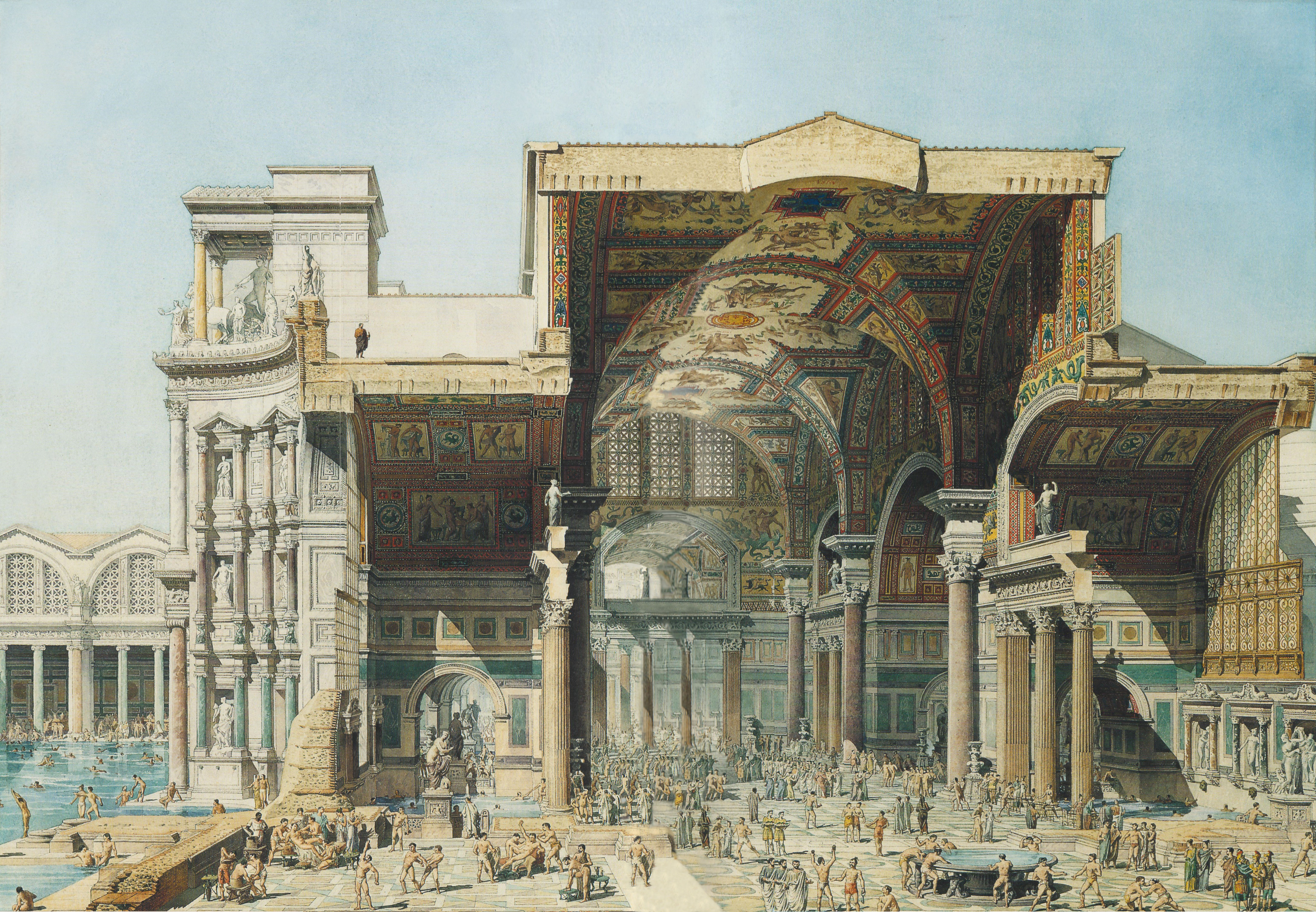
Thermes de Dioclétien

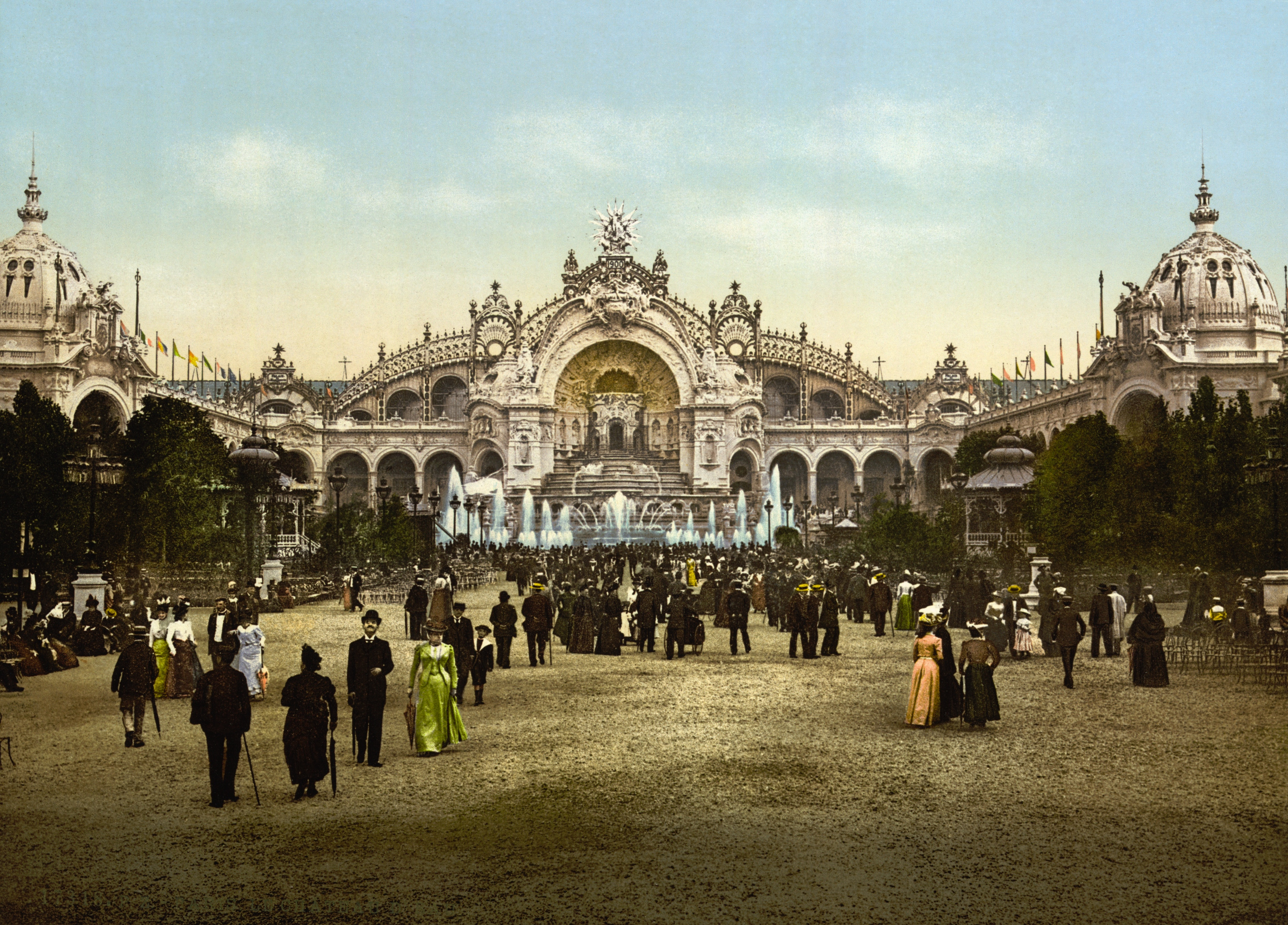
Palais de l'Électricité et château d'eau de l'Exposition universelle de 1900 à Paris.

- 1889 : pavillon du Venezuela à l'Exposition universelle de 1889.
- 1895 : groupes scolaires au 101, rue de Saussure et 20, rue Jouffroy-d'Abbans dans le 17e arrondissement de Paris.
- 1900 : palais de l'Électricité, château d'eau et palais de la Mécanique et des Industries chimiques à l'Exposition universelle de 1900 à Paris, en collaboration avec Eugène Hénard[3].
- 1915-1916 : magasin de commerce, rue d'Enghien dans le 10e arrondissement de Paris.
- 1915-1916 : hôtel du peintre Alfred Agache (1843-1915) au 14, rue Weber dans le 16e arrondissement de Paris.

## Élèves
- René Guillaume (1885-1945), en 1906.
- Georges-Robert Lefort (1875-1954), de 1896 à 1900.
- Hyacinthe Perrin (1877-1965), de 1899 à 1906.
- Jean de la Morinerie  (1874-1954).
- Émile Maigrot (1880-1961)